# Anaphothrips obscurus
Anaphothrips obscurus är en insektsart som först beskrevs av Otto Friedrich Müller 1776. Anaphothrips obscurus ingår i släktet Anaphothrips och familjen smaltripsar. Arten är reproducerande i Sverige. Inga underarter finns listade i Catalogue of Life.